# Президентская медаль (Израиль)
Медаль президента является высшей гражданской медалью Государства Израиль. Впервые медаль была вручена 1 марта 2012 года. Церемония вручения прошла в резиденции президента Израиля. По своей значимости награда сравнима с французским орденом Почетного легиона и орденом Британской империи. Данная медаль вручается частным лицам и организациям за вклад в израильское общество, в поддержание мира во всём мире, а также за вклад в общественную и культурную жизнь Израиля и мира. Дизайн медали был разработан художником Йоси Матитьяху.

## Награждённые
- Генри Киссинджер, 2012
- Джудит Фельд Карр[англ.], 2012
- Rashi Foundation, 2012
- Адин Штейнзальц, 2012
- Зубин Мета, 2012
- Ури Слоним, 2012
- Барак Обама, 2013
- Билл Клинтон, 2013
- Эли Визель, 2013
- Стивен Спилберг, 2013[2]
- Ицхак Довид Гроссман[англ.], 2014
- Лия ван Лир, 2014
- Ави Наор, 2014
- Авраам Элимелех Фирер[англ.], 2014
- Генерал Авигдор Кахалани, 2014
- Авнер Шалев[англ.], 2014
- Гарри Цви Тавор, 2014
- Джек Махфар[англ.], 2014
- Ангела Меркель, 2014
- Джорджо Наполитано, 2014
- Рут Даян[англ.], 2014
- Стеф Вертхаймер, 2014
- Камаль Мансур, 2014
- Исраэль Меир Лау, 2014
- Реувен Фойерштайн[англ.], 2014
- Милош Земан, 2022
- Джо Байден, 2022